# Halabja
Cette page contient des caractères spéciaux ou non latins. S’ils s’affichent mal (▯, ?, etc.), consultez la page d’aide Unicode.
Halabja (kurde : هه‌ڵه‌بجه ou Helebce), est une ville kurde du Kurdistan irakien, située à environ 240 km au nord-est de Bagdad et à 10–15 km de la frontière iranienne.

## Histoire

### Massacre de Halabja
Environ 5 000 civils sont tués dans des attaques chimiques au gaz dans la petite ville de Halabja. Ces attaques sont perpétrées sous l'ordre d'Ali Hassan al-Majid (dit « Ali le Chimique ») par des chasseurs-bombardiers MiG et Mirage de l'armée irakienne.

### Autonomie kurde
La ville d'Halabja est prise en 2001 par les djihadistes d'Ansar al-Islam, puis reprise en 2003 par les peshmergas de l'UPK.

### Halabja de nos jours
L'université de Halabja est inaugurée en 2011.

## Personnalité liée à Halabja
- Lady Adela, appelée la Princesse des Braves.